# Catuna sikorana
Catuna sikorana är en fjärilsart som beskrevs av Alois Friedrich Rogenhofer 1889. Catuna sikorana ingår i släktet Catuna och familjen praktfjärilar. Inga underarter finns listade i Catalogue of Life.